# Gorzowski Park Krajobrazowy
Gorzowski Park Krajobrazowy – park krajobrazowy istniejący od 2021 roku, który jest położony na terenie województwa lubuskiego. Zajmuje powierzchnię 122,618 km², natomiast jego otulina liczy 126,555 km². Siedziba administracyjna parku mieści się w Gorzowie Wielkopolskim. Z początkiem 2021 roku powstał z podziału Barlinecko-Gorzowskiego Park Krajobrazowy na dwa parki. W województwie lubuskim powstał właśnie Gorzowski, a Barlinecki Park Krajobrazowy w województwie zachodniopomorskim.

## Podstawa prawna
- Uchwała nr XXXI/429/21 Sejmiku Województwa Lubuskiego z dnia 26 kwietnia 2021 r. w sprawie Gorzowskiego Parku Krajobrazowego[1].

## Powierzchnia
| Jednostka administracyjna | Powierzchnia parku | Część pow. parku | Powierzchnia otuliny | Część pow. otuliny |
| ------------------------- | ------------------ | ---------------- | -------------------- | ------------------ |
| woj. lubuskie             | 12 261,80 ha       | 100%             | 12 655,50 ha         | 100%               |
| gmina Kłodawa             | 8 619,32 ha        | 70,25%           | 8 815 ha             | 69,65              |
| gmina Strzelce Krajeńskie | 3 642,48 ha        | 29,75%           | 3 840,50 ha          | 30,35%             |